# Calicoan
Calicaon is een eiland in de Filipijnen. Calicaon ligt ten zuiden van het eiland Samar in de centraal gelegen eilandengroep Visayas. Het eiland heeft een oppervlakte van 4 km². Bestuurlijk behoort het eiland tot de gemeente Guiuan in de provincie Eastern Samar.

## Geografie

### Topografie en landschap
Calicaon is een van de eilanden binnen de gemeente Guiuan. Het eiland ligt ten zuidoosten van Samar op zo'n 75 kilometer ten zuidwesten van Borongan en 90 kilometer ten westzuidwesten van Tacloban. Het eiland strekt zich over ruim 12,5 kilometer uit van het noordwesten naar het zuidoosten, is maximaal zo'n 700 meter breed en heeft een oppervlakte van ongeveer 4 km². Calicoan wordt aan de noordzijde door een nauwe zeestraat, de Calicoan Pass, gescheiden van Samar. Vlak voor de zuidkust van het eiland ligt het veel kleinere eilandje Leleboon, en iets verder naar het zuiden ligt Candolu. Ten oosten van het eiland bevindt zich de Filipijnenzee en ten westen de Golf van Leyte.
Calicoan wordt omgeven door kilometers lange witte zandstranden. Ongeveer de helft van het landoppervlak van Calicoan is nog bedekt door tropisch regenwoud. Ook heeft het eiland zes zoutwaterlagunes, waarvan de grootste 30 hectare beslaat. Op het noordelijkste puntje van het eiland liggen draslanden, die wat weg hebben van de Everglades.

### Bestuurlijke indeling
Calicoan behoort bestuurlijk gezien tot de gemeente Guiuan in de provincie Eastern Samar en is onderverdeeld in de volgende vier barangays:
- Baras
- Ngolos
- Pagnamitan
- Sulangan (deels)

### Fauna
De tropische bossen van Calicoan zijn door het Ministerie van Energie en Natuurlijke Hulpbronnen uitgroepen tot beschermd gebied. De bossen vormen het leefgebied van onder andere civetkatten, knaagdiersoorten als Bullimus bagobus, de Java-aap en diverse vogelsoorten, zoals de Rosse neushoornvogel, de Filipijnse specht, de Filipijnse snijdervogel, Winchells ijsvogel en de Filipijnse vleermuisparkiet.